# Southern Brewer
Southern Brewer is een hopvariëteit, gebruikt voor het brouwen van bier.
Deze hopvariëteit is een “bitterhop”, bij het bierbrouwen voornamelijk gebruik voor zijn bittereigenschappen. Deze Zuid-Afrikaanse variëteit werd in 1972 op de markt gebracht door de South African Breweries Hops Farms Ltd. en was de belangrijkste hopvariëteit die de volgende 20 jaar in Zuid-Afrika geteeld werd. Deze variëteit was een kruising tussen verschillende varianten afgeleid van Fuggle met open bestuivingen. Omdat er te weinig uren daglicht zijn rond de evenaar, moest men met kunstlicht werken om hop te kunnen telen. Pas in 1992 werden twee nieuwe varianten gekweekt, Outeniqua en Southern Promise, die konden groeien met minder daglicht.

## Kenmerken
- Alfazuur: 9 – 10,5%
- Bètazuur: 3,6 – 4,5%
- Eigenschappen: milde bitterheid